# Arkeburg

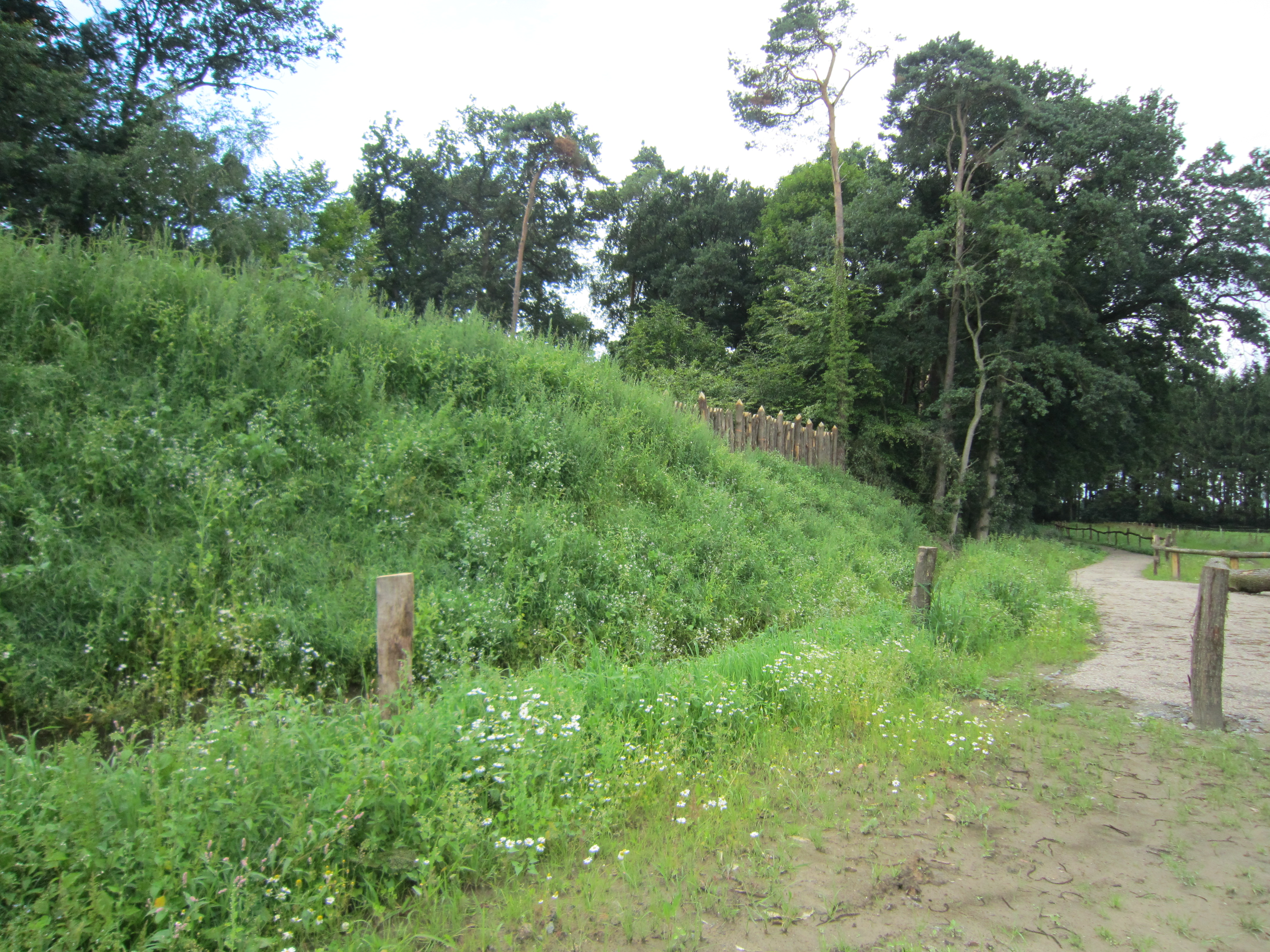
Außenansicht des Wallrings der Arkeburg mit Palisade

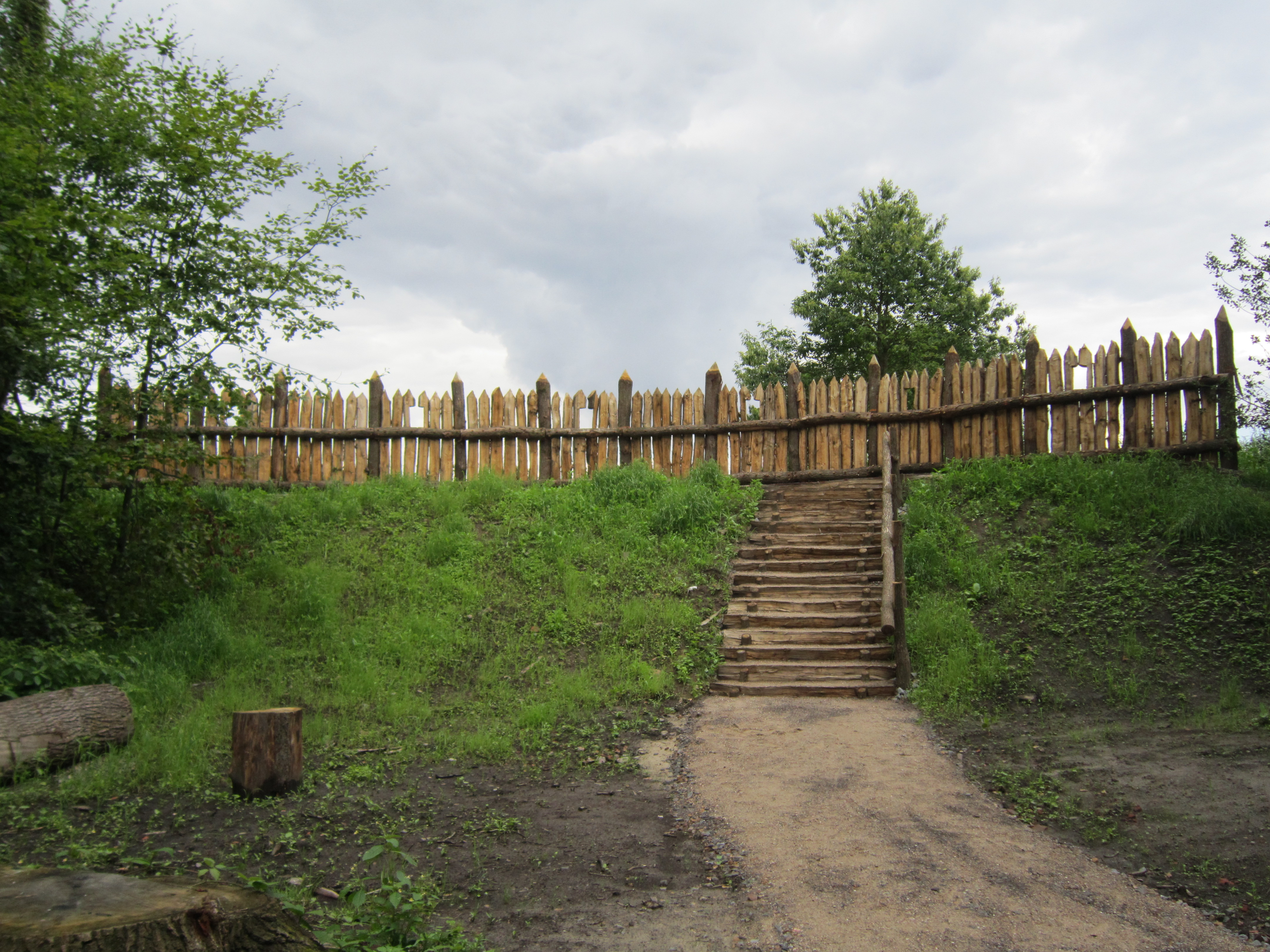
Blick auf den Palisadenwall von der Innenseite der Anlage aus

Arkeburg ist der Name einer Wallburg in der Gemeinde Goldenstedt im niedersächsischen Landkreis Vechta. Die Anlage ist mit einer Fläche von 7 Hektar die größte Doppel-Ringwallanlage Nordwestdeutschlands. Ihre Entstehungszeit wird in der zweiten Hälfte des 8. Jahrhunderts zu Lebzeiten des Sachsen-Herzogs Widukind als wahrscheinlich angenommen.
Nach der Wallburg wurde eine unmittelbar angrenzende Goldenstedter Bauerschaft benannt. Seit 1980 liegt die Arkeburg im Landschaftsschutzgebiet „Freesenholz, Stubbenkamp, Wetschenholz, Holtershagen, Buchholz, Breitenbruch, Herrenholz, Arkeburg und Buchhorst (LSG VEC 0003)“.

## Lage und Funktion
Die Arkeburg liegt auf 44 m ü. NHN etwa 4 km südwestlich des Ortskerns von Goldenstedt. Sie wurde auf einem leicht erhaben gelegenen Gelände errichtet, an das im Südosten das Goldenstedter Moor und im Westen ein Niedermoor angrenzt. Dabei wurde die Geländesituation am Ende einer Geestzunge ausgenutzt. Über die Entstehung der Befestigungsanlage bestehen keine schriftlichen Aufzeichnungen. Sie wurde über Jahrhunderte genutzt und mehrfach umgebaut. Heute liegt sie in einem Waldgebiet am Südrand des Naturparks Wildeshauser Geest. Im Waldgelände sind die Ringwälle deutlich erkennbar; andere Relikte aus der Zeit der Nutzung der Burg sind heute von der Vegetation überwuchert.
Die Burg lag im Mittelalter auf der Gemarkung von Holtwedehusen (Holtwede), dessen dörflicher Mittelpunkt sich im heutigen Herrenholz befand. Diese Gemarkung mit dem Doppelringwall erstreckte sich exakt von Nord nach Süd auf der Weser-Ems-Wasserscheide, zwischen der Schlochter Bäke im Westen und dem Lahrer Bach im Osten. An dieser Stelle reicht eine Zunge der Cloppenburger Geest weit nach Süden bis an den Rand des Goldenstedter Moores. Die Arkeburg befand sich im Zentrum eines Netzes von Altstraßen und historischen Gerichtsplätzen. Insbesondere kreuzen sich bei der Arkeburg der Pickerweg und eine vermutlich schon seit der Bronzezeit existierende Ost-West-Verbindung, die bei der Arkeburg Reuterweg, westlich des Gogerichts auf dem Desum Herzog-Erich-Weg, noch weiter westlich Kriegerpad genannt wurde. Laut Otto Hagena, Anfang des 20. Jahrhunderts Eisenbahndirektor in Groß-Lichterfelde, und professionellen Forschern lief der Reuterweg in östlicher Richtung auf den Folkweg zu, der bei Bühren die Hunte überquert. Laut dem Vechtaer Historiker Bernd Ulrich Hucker, der maßgeblich an den jüngsten Ausgrabungen beteiligt war, verlief der Reuterweg in Richtung Goldene Brücke südöstlich von Goldenstedt.
Die Größe der Anlage weist auf ihre einstige Bedeutung hin. Sie wird durch den überlieferten Namen, Hertekenborch, noch unterstrichen. Er hat sich im Laufe der Jahrhunderte zu Harkenborch, Arkenborch, Arkeborg abgenutzt. Der Name deutet darauf hin, dass hier eine größere Heeresansammlung ihr Heerzeichen (= herteken) aufpflanzte. Die Hauptfunktion der Burg dürfte darin bestanden haben, die strategisch wichtige Hunteüberquerung bei Goldenstedt zu schützen, über die ein großer Teil des Ost-West-Fernverkehrs in Nordwestdeutschland verlief. Der Archäologe Bernhard Uhl aus Halle an der Saale ordnete 1908 der Arkeburg die Befestigungsanlagen Sierhauser Schanzen, Quatmannsburg bei Elsten, Heidenwall Dehlthun und Hünenburg in Stöttinghausen als unterstützende Forts zu.

## Frühere Gestalt

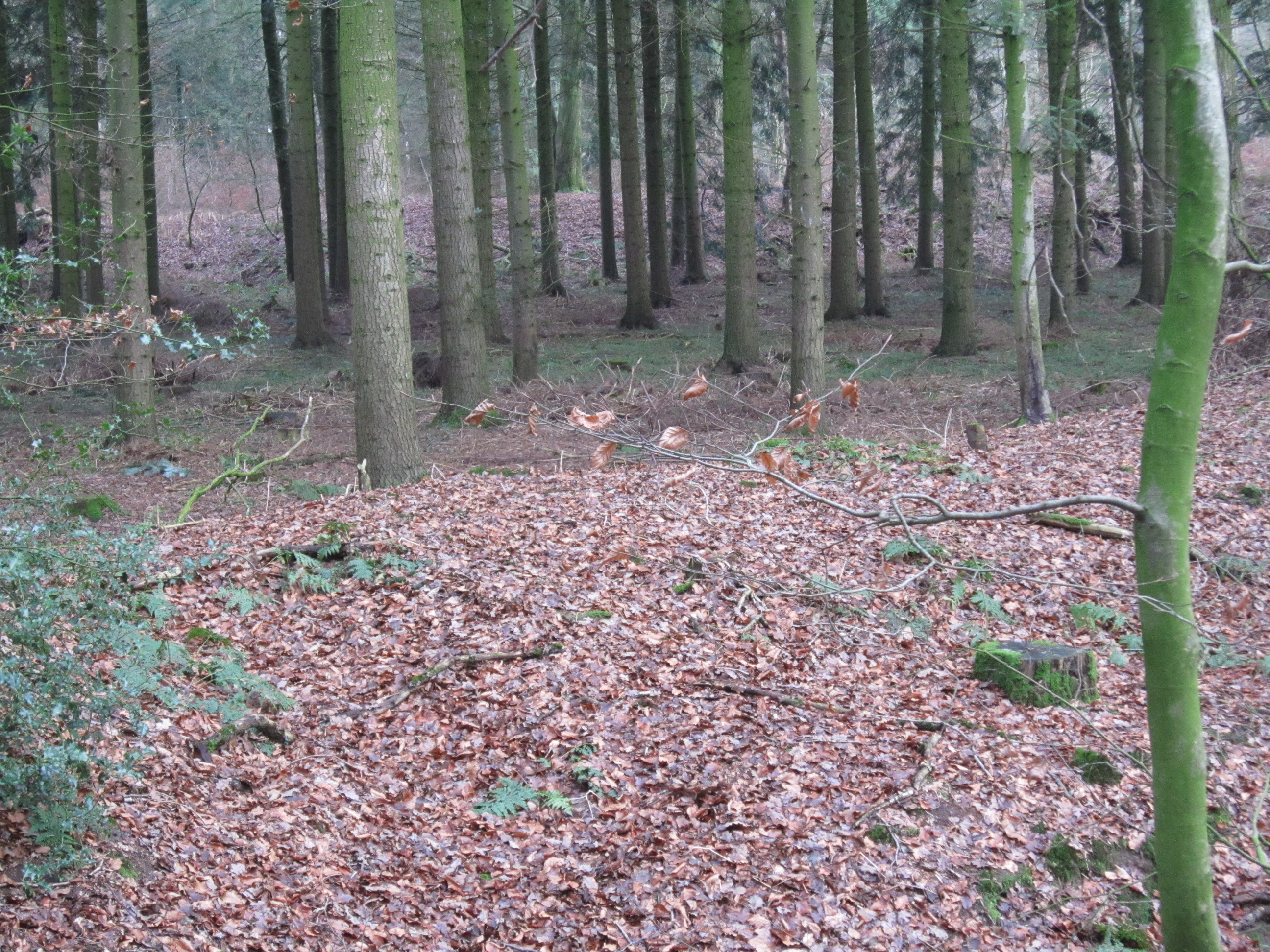
Äußerer Ringwall (vorne) und innerer Ringwall (hinten) der Arkeburg vor der Teilrekonstruktion

Die insgesamt 7 Hektar große Burganlage besteht aus zwei konzentrischen Ringwällen. Der äußere Ringwall mit einem elliptischen Grundriss hat einen Durchmesser von etwa 350 × 260 m. Der innere Ringwall weist einen Durchmesser von rund 220 × 160 m auf. Er hat eine unregelmäßige Grundrissform auf 1,8 Hektar Fläche. Der äußere Ringwall wird im Westen und Südosten von zwei weiteren Wällen flankiert, die heute durch Überpflügung weitgehend eingeebnet sind. Die beiden Zugänge zur Burganlage befinden sich beim Außenwall im nördlichen und südlichen, beim Innenwall im östlichen und westlichen Bereich.

## Ältere Vermutungen zur Geschichte der Burg
1803 behauptet Friederich Matthias Driver über die Entstehung der Arkeburg, sie sei im späten 14. Jahrhundert von Bischof „Heinrich I.“ von Münster (= Heidenreich Wolf von Lüdinghausen) im Streit mit den Diepholzer Grafen angelegt worden. „Daß die Arkeburg“, urteilt Driver in einer Anmerkung, „von den Römern herrühre, steht schwerlich zu glauben, denn hierzu scheint die Anlage zu neu zu seyn und man findet auch keine Spur, daß die Römer bis hierher gekommen.“
Um 1900 wurden jedoch römische Münzen aus dem 1. vorchristlichen Jahrhundert 1.600 Meter südöstlich der Arkeburg gefunden, die bezeugen, dass bereits vor deren Gründung die damaligen Bewohner der Gegend Kontakte mit Römern hatten. Dabei kann es sich allerdings um „Importgut“ handeln, das Germanen aus römischen Gebieten mitgebracht haben.
1889 nahm Carl Ludwig Niemann an, dass die Arkeburg in der Sachsenzeit die Hauptburg des Lerigaus gewesen sei.
Auf ihrer Homepage behauptete die Don-Bosco-Schule in Lutten vor den neueren Ausgrabungen, der Ort verdanke seinen Namen der „Tatsache“, „dass in den ersten nachchristlichen Jahrhunderten die römischen Legionen in dieses Gebiet eingedrungen waren und hier sesshaft wurden. Ihre Befestigungsanlagen errichteten sie gegen die immer wieder einfallenden germanischen Stämme, die schließlich auch die Römer weitgehend verdrängten. Ein derartiger Angriff alemannischer Krieger geschah in der Nähe von Arkeburg, und der dortige Feldherr soll im Hinblick auf das feuchte und wenig gangbare Gebiet um Lutten verzweifelt ‚lutum‘ [= ‚Dreck‘] ausgerufen haben.“
Nach wie vor sind viele Fragen nach den Marschwegen und Lagern der Römer und nach den Siedlungen der Germanen im heutigen Nordwestdeutschland während der Zeit der Existenz des Römischen Reiches immer noch unbeantwortet, so dass es keine gesicherten Erkenntnisse über den Aufenthalt von Römern im Raum Vechta gibt.

## Archäologische Untersuchungen
Bis ins 19. Jahrhundert hinein wurde das Burggelände auf vielfältige Weise durch seine Eigentümer und die Bewohner der umliegenden Bauerschaften „verwertet“ und dadurch in seiner Gestalt verändert. Im Laufe des 19. Jahrhunderts wurde die Arkeburg „Privateigentum des Zellers Essemüller auf Bredemeyers Stelle zu Goldenstedt, dem sie bei der Teilung des Interessentenholzes Hollwege in der Goldenstedter Mark […] unter der Bedingung zugeteilt ist, die in derselben befindlichen alten Werke zu konservieren.“
Grabungen an der Arkeburg wurden 1906 und 2014 vorgenommen. Im Jahr 2003 nahm die Jade Hochschule eine Vermessung des Geländes durch eine „Hauptvermessungsübung“ vor.

### 1906
Im Jahre 1906 wurden von Bernhard Uhl im Auftrag des Burgenforschers Carl Schuchhardt auf dem Gelände der Arkeburg Grabungen durchgeführt. Generell ließ Schuchhardt bei seinen Untersuchungen zu Beginn des 20. Jahrhunderts nur stichprobenartig Grabungsschnitte durch den Wall vornehmen. Er ließ auf der Arkeburg (wie auch an anderen Stätten) drei bis vier Arbeiter jeweils fünf bis sechs Tage graben, bei ungefähr zehn Stunden pro Tag. Insgesamt entsprach dies etwa 190 bis 213 Mannstunden. Auf dem Gelände der Arkeburg wurden Pfostensetzungen am West- und Ostausgang beobachtet, die als eine ehemalige Toranlage betrachtet wurden. Nachgewiesen wurde 1906, dass beide Ringwälle von vorgelagerten Spitzengräben umschlossen waren.
Uhl vermutete, dass die Arkeburg von Sachsen, entweder „als Zwingburg gelegentlich der Eroberung Nordwestdeutschlands, oder als Schutzburg gegen das Vordringen der Franken“, angelegt worden sei. Angesichts des geringen Aufwandes für die Grabungen verwundert es nicht, dass Uhl und Schuchhardt sich hinsichtlich der Einschätzung des Alters der Arkeburg irrten.

### 2014
Das Ziel der Ausgrabungen im Sommer 2014 bestand in der Ermittlung der Erbauer der Arkeburg und ihrer Gründe. Bei den Grabungen wurden Plaggen- und Holzkohlereste untersucht. Die Plaggen stammen vom inneren Ringwall; Holzkohle wurde bei einem Schnitt durch den äußeren Ringwall geborgen. Es stellte sich heraus, dass die ältesten Funde aus der Zeit zwischen 70 und 130 nach Christi Geburt stammen. Die Anlage wurde vermutlich von einem germanischen Stamm gegen das Vorrücken römischer Truppen errichtet. Da keine Nägel oder ähnliches aus dem 1. oder 2. Jahrhundert auf dem Burggelände gefunden wurden, geht Bernd Ulrich Hucker, Betreuer der Grabungen im Jahr 2014, im Gegensatz zu anderen Meinungen davon aus, dass die Arkeburg kein römisches Heerlager gewesen sei.

### 2016
Durch Bodenproben und weiterführende Untersuchungen stellte man fest, dass die Arkeburg um 760 nach Christus errichtet wurde und bis zu 10.000 Menschen in ihr beherbergt werden konnten.

## Präsentation
Im Jahr 2016 wurde mit der schrittweisen Umsetzung des Plans begonnen, das Burggelände touristisch erlebbar zu machen. Seit dem ersten Halbjahr 2017 durchzieht ein 1,3 km langen Wanderweg das Gelände, an dem verschiedene themenbezogene Hinweistafeln aufgestellt sind. Einige Übergänge durch die Wallringe wurden durch Kopfsteinpflasterung hervorgehoben. Ein ca. 15 Meter langer Wallbereich wurde teilrekonstruiert, so dass die Ausmaße von Wall und Graben wieder sichtbar sind.
2019 wurde vor dem Palisadenzaun auf dem äußeren Ring der Arkeburg eine Holzskulptur von Uwe Oswald aufgestellt, die den Sachsenherzog Widukind darstellt. Im Jahr 2020 wurde an der Arkeburger Straße ein Tor aus rumänischem Akazienholz aufgestellt. Gleichzeitig wurde mit der Rekonstruktion eines Sachsenhauses neben der Widukindstatue begonnen.

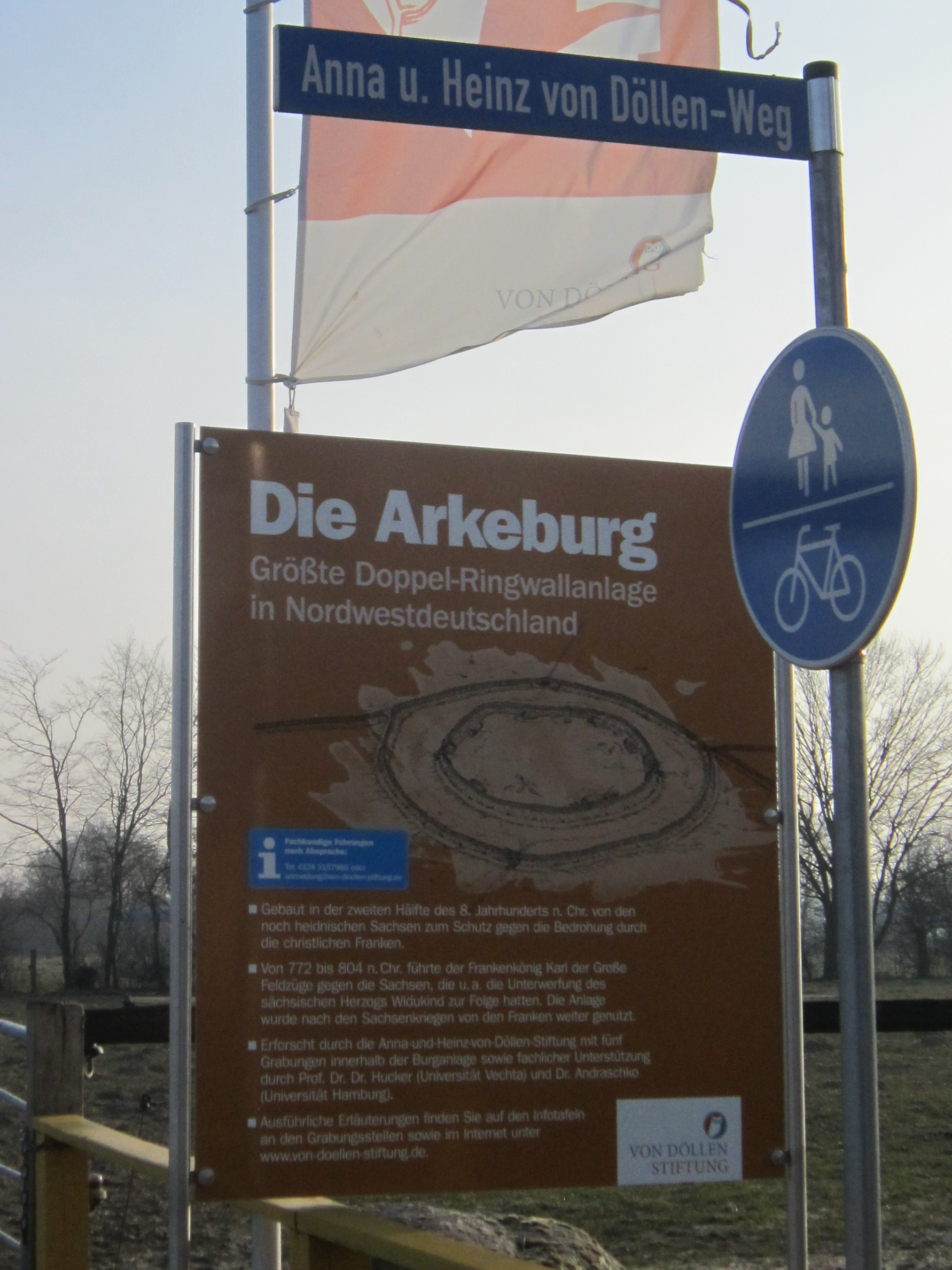
Hinweisschild am Eingang zur Arkeburg
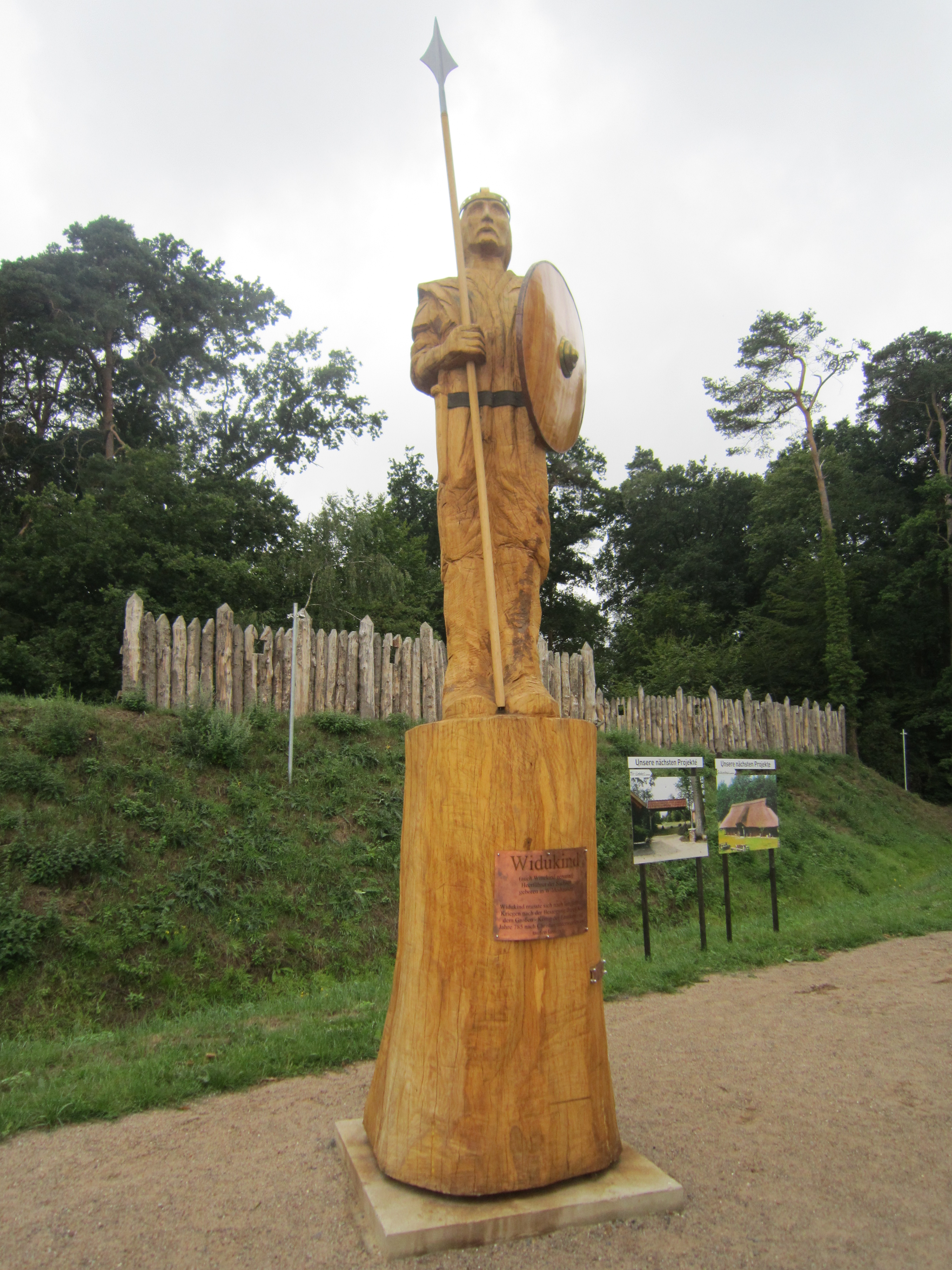
Widukind-Skulptur von Uwe Oswald vor dem äußeren Ring der Arkeburg
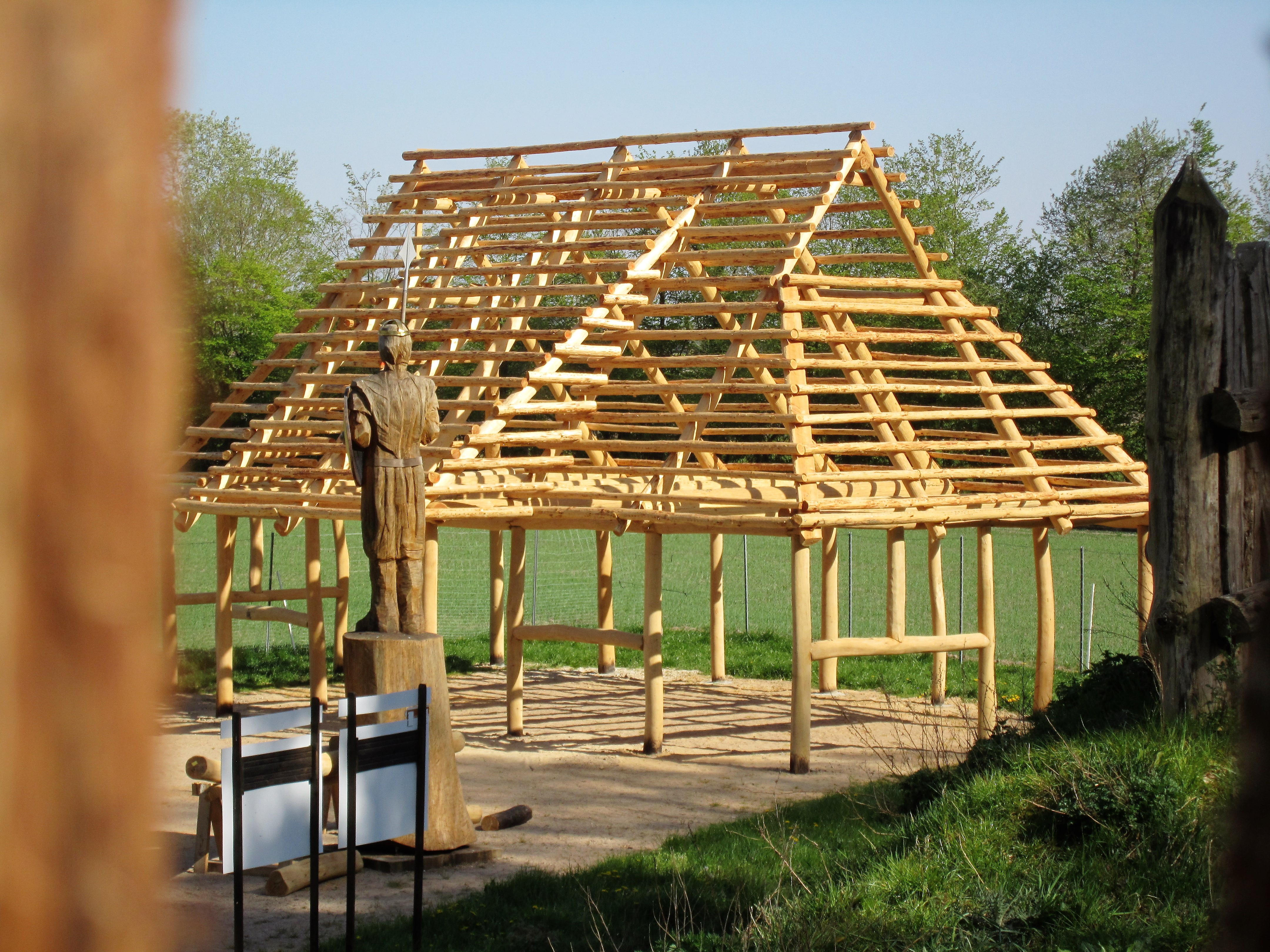
Holzskelett des „Sachsenhauses“ im April 2020
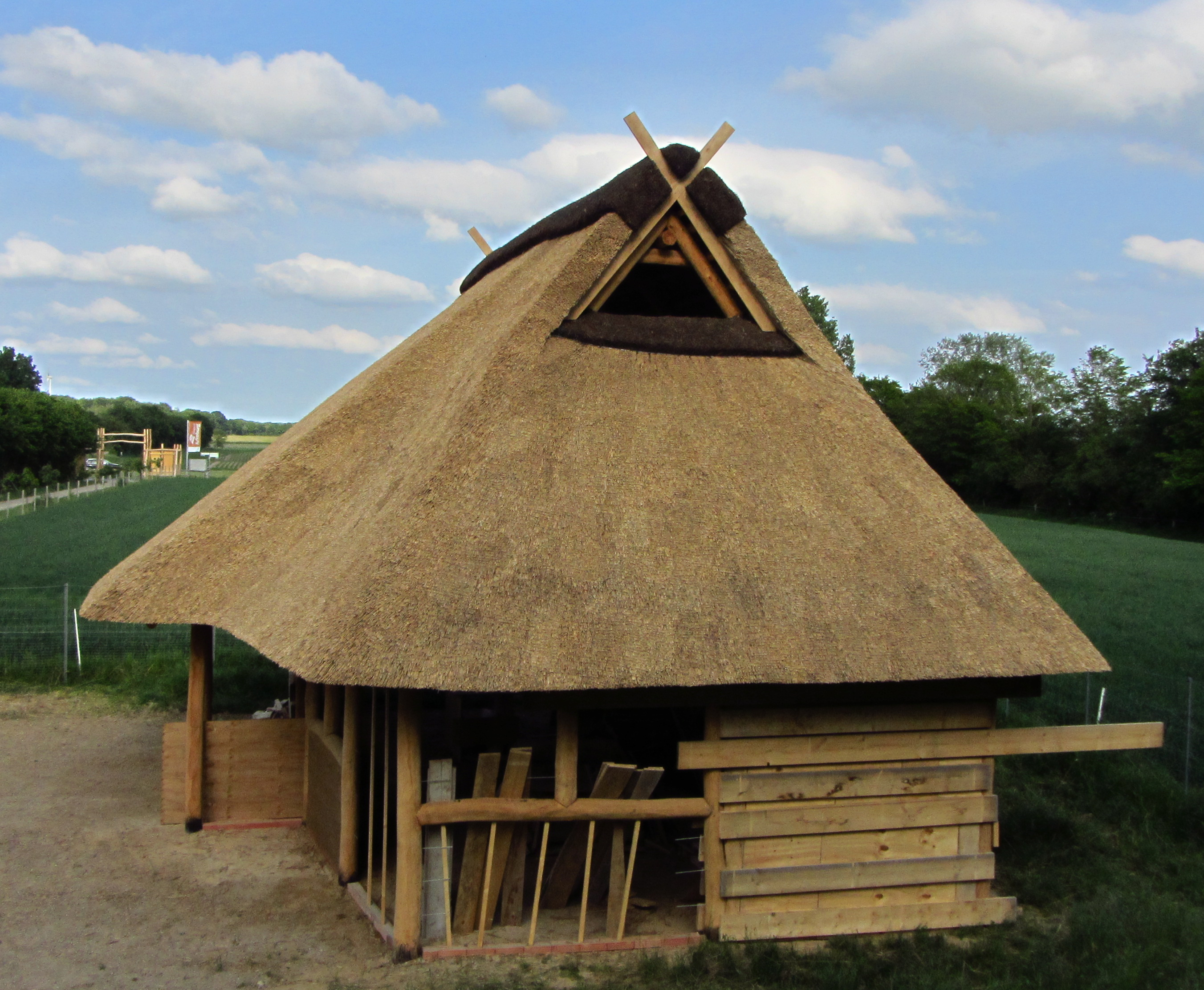
„Sachsenhaus“ mit fertigem Reetdach (Mai 2020); im Hintergrund links das Eingangstor

## Finanzierung
Projektträgerin des Ausbaus der Anlage ist die Anna-und-Heinz-von-Döllen-Stiftung. Heinz von Döllen wuchs in Goldenstedt auf und ist gelernter Zimmermann. In Schwerte bei Dortmund baute er ein Unternehmen mit 130 Mitarbeitern auf. In die Projekte Arkeburg, Bredemeyers Hof und Erweiterung des Heimatmuseums Aschen investierte von Döllen eigenen (im Oktober 2018 gemachten) Aussagen zufolge Millionenbeträge.
Durch Vermittlung des Landkreises Vechta gewährte die Europäische Union im Rahmen des LEADER-Programms im Jahr 2016 einen Zuschuss in Höhe von 55.360 € für das Projekt Arkeburg | Historische Wallanlage.
Zu ihren Aktivitäten ist die von-Döllen-Stiftung durch einen am 23. Dezember 2015 geschlossenen Pachtvertrag mit den Eigentümern des Burggrundsstücks berechtigt. Bis zur Eröffnung der Lehrpfads im Jahr 2017 investierte sie in das Projekt Arkeburg ca. 300.000 €.